# او-آ (کریگس‌مارینه)
زیردریایی یو-ای (به انگلیسی: German submarine U-A) یک زیردریایی بود که طول آن ۸۶٫۶۵ متر (۲۸۴ فوت ۳ اینچ) بود. این زیردریایی در سال ۱۹۳۸ ساخته شد.